# Joomla!
Joomla! (вимова: «Джу́мла») — відкрита універсальна система керування вмістом для публікації інформації в інтернеті. Підходить для створення маленьких і великих корпоративних сайтів, інтернет порталів, онлайн-магазинів, сайтів спільнот і персональних сторінок. З особливостей Joomla можна відзначити: гнучкі інструменти управління обліковими записами, інтерфейс для управління медіа-файлами, підтримка створення багатомовних варіантів сторінок, система управління рекламними кампаніями, адресна книга користувачів, голосування, вбудований пошук, функції категоризації посилань і обліку кліків, WYSIWYG-редактор, система шаблонів, підтримка меню, управління новинними потоками, XML-RPC API для інтеграції з іншими системами, підтримка кешування сторінок і великий набір готових доповнень.
Joomla! написана на мові PHP з використанням архітектури MVC. Для збереження інформації використовується база даних MySQL, PostgreSQL чи MS SQL.
Joomla! — вільне програмне забезпечення, захищене ліцензією GPL.

## Історія
| Версія                                                                                  | Дата релізу      | Підтримується до      |
| --------------------------------------------------------------------------------------- | ---------------- | --------------------- |
| 1.0                                                                                     | 17 вересня 2005  | 22 липня 2009         |
| 1.5                                                                                     | 21 січня 2008    | 30 вересня 2012 (LTS) |
| 1.6                                                                                     | 10 січня 2011    | 19 серпня 2011        |
| 1.7                                                                                     | 19 липня 2011    | 24 лютого 2012        |
| 2.5                                                                                     | 24 січня 2012    | 31 грудня 2014 (LTS)  |
| 3.0                                                                                     | 27 вересня 2012  | 31 травня 2013        |
| 3.1                                                                                     | 23 квітня 2013   | 31 грудня 2013        |
| 3.2                                                                                     | 6 листопада 2013 | 20 жовтня 2014        |
| 3.3                                                                                     | 20 квітня 2014   | 25 лютого 2015        |
| 3.4                                                                                     | 25 лютого 2015   | 21 березня 2016       |
| 3.5                                                                                     | 21 березня 2016  | 12 липня 2016         |
| 3.6                                                                                     | 12 липня 2016    | 25 квітня 2017        |
| 3.7                                                                                     | 25 квітня 2017   | 19 вересня 2017       |
| 3.8                                                                                     | 19 вересня 2017  | 30 жовтня 2018        |
| 3.9                                                                                     | 30 жовтня 2018   | 16 серпня 2021        |
| 3.10.x                                                                                  | 16 серпня 2021   | 17 серпня 2023 (LTS)  |
| 4.0                                                                                     | 17 серпня 2021   | 15 лютого 2022        |
| 4.1                                                                                     | 15 лютого 2022   | 16 серпня 2022        |
| 4.2.x                                                                                   | 16 серпня 2022   | 18 квітня 2023        |
| 4.3                                                                                     | 18 квітня 2023   | n/a                   |
| Легенда:Стара версіяСтара версія, все ще підтримуєтьсяОстання версіяОстання бета-версія |                  |                       |
| LTS (англійська) — реліз з довготривалою підтримкою                                     |                  |                       |

У серпні 2005 року розгоряється суперечка, пов'язана з прийняттям рішень у координаційній раді Mambo Foundation.
Mambo Foundation, в основному складалася з Mambo Open Source розробників, які публічно оголосили про те, що вони мають намір відмовитися від Mambo Open Source.
Розробники об'єднуються в неприбуткову організацію під назвою Open Source Matters і утворюють свою власну групу, до якої входять основні розробники, які вирішили порвати зв'язки з Rise Studio (Miro) і залишити проєкт Mambo.
Open Source Matters створила Joomla, проєкт зі 100 % відкритим вихідним кодом і GPL-ліцензією. Перший реліз Joomla (Joomla 1.0) був дуже схожий на останню версію Mambo і більшість розширень були сумісні.
Після серйозної доробки, у вересні 2005 року, Open Source Matters випустила Joomla 1.0. За минулі місяці Mambo також реформує свої команди та структури підтримки і відмовляється від подальшого розвитку версії 4.5.3, вирішивши продовжити підтримку поточної стабільної бази програмного коду.
У кінці 2005 року починається розробка нової системи Joomla 1.1, яка так і не вийшла у публічний реліз. Ця версія стала перехідною між версіями 1.0 та версією 1.5. Саме з Joomla 1.1 походять перші альфа-версії нової системи.
Стабільна версія Joomla 2.5 вийшла 24 січня 2012 року. Її підтримка продовжувалася до 31 грудня 2014 року.
Joomla 3.5.1 вийшла 5 квітня 2016 року.

## Етимологія
Назва Joomla!® фонетично ідентична слову «Jumla», що у перекладі з мови суахілі перекладається, як «всі разом» або «в цілому». Назва відображає підхід розробників та спільноти до розвитку системи.

## Опис системи
CMS Joomla! включає в себе мінімальний набір інструментів при початковому встановлені (ядро, компоненти, плагіни, модулі, мови та шаблони), який доповнюється в міру необхідності. Це знижує захаращення адміністративної панелі непотрібними елементами, а також знижує навантаження на сервер.
Joomla! дозволяє відображати інтерфейс фронтальної та адміністративної частин на будь-якій мові. Менеджер мов містить 67 мовних пакетів, які встановлюються штатними засобами адміністрування.

## Характеристики Joomla!® CMS
CMS Joomla!® містить різні інструменти для розробки Вебсайту. Особливістю системи є мінімальний набір інструментів при початковій установці, який розширюється в разі необхідності. Завдяки цьому знижується рівень навантаження на сервер і економиться місце на хостингу.
CMS «Joomla!®» має такі особливості:
- багаторівневий доступ зареєстрованих користувачів, як до адміністративної частини так і до фронтальної частину сайту;
- понад 8 тисяч модулів і компонентів (останні новини, лічильник відвідувань, гостьова книга, форум тощо);
- можливість писати власні компоненти, модулі, плагіни і шаблони або редагувати вбудовані;
- наявність менеджера розсилки новин;
- редагування матеріалів за допомогою Візуального редактора TinyMCE (аналог текстових редакторів, наприклад Word);
- вбудована багатомовність, починаючи з версії 1.6;
- робота системи Linux, FreeBSD, WinNT, Win2K, MacOS X, Solaris, AIX, SCO та інших.

## Мінімальні системні вимоги
Для роботи Joomla 3.x потрібні:
- PHP мінімальна 5.3.10, рекомендовано 5.6 або 7.0 +. Без «magic_quotes_gpc» директиви;
- MySQL мінімальна 5.1, рекомендовано 5.5.3 +. З підтримкою InnoDB;
- SQL Server мінімальна 10.50.1600.1, рекомендовано 10.50.1600.1 +;
- PostgreSQL мінімальна 8.3.18, рекомендовано 9.1 +;
- Apache мінімальна 2.0, рекомендовано 2.4 +;
- Nginx мінімальна 1.0, рекомендовано 1.8 +;
- Microsoft IIS мінімальна 7, рекомендовано 7.

## Joomla! Framework
У грудні 2013 року розробники системи управління вмістом Joomla! представили відкритий PHP-каркас Joomla! Framework, націлений на спрощення розробки вебзастосунків, застосунків командного рядка і RESTful-сервісів. До складу Joomla! Framework входить колекція бібліотек і пакунків, побудованих на основі технологій і базового початкового коду Joomla!, але не обтяжених можливостями CMS і позбавлених додаткових накладних витрат. Початковий код каркаса поширюється під ліцензією GPLv3.
Фреймворк легко адаптується до різних застосувань, розширюється через доповнення і може використовуватися спільно з іншими каркасами, такими як Symfony, Zend і Laravel. До складу фреймворку входять пакунки для створення і управління профілями користувачів, забезпечення автентифікації, отримання та відображення контенту з баз даних, інтеграції з соціальними сервісами Facebook, Google, LinkedIn і Twitter. Фреймворк і Joomla! CMS розвиваються окремо, але в планах на майбутнє є перевід CMS на роботу з використанням фреймворку.

## Українська локалізація Joomla!
Офіційною українською локалізацією та підтримкою займається спільнота Joomla! Україна, open source спільнота, заснована 2006 році, є членом Translations Working Group, до якої входять понад 50 членів з різних країн світу та входить у команду перекладачів Joomla! Translation Teams.

## Виноски
1. ↑  Joomla 5.2.3 Security & Bugfix Release.
2. ↑  Category:Joomla! - Wikimedia Commons
3. ↑  Історія Joomla. Архів оригіналу за 11 листопада 2013. Процитовано 19 листопада 2013.
4. ↑  Technical Requirements (англійською) . Open Source Matters, Inc. Архів оригіналу за 2 червня 2016.
5. ↑  Joomla! Framework 1.0 Released. Архів оригіналу за 12 грудня 2013. Процитовано 12 грудня 2013.
6. ↑  Translations Working Group. Архів оригіналу за 25 березня 2016. Процитовано 23 травня 2016.
7. ↑  Joomla! Translation Teams. Архів оригіналу за 22 травня 2016. Процитовано 23 травня 2016.

### Завантажити Joomla!
- Офіційна сторінка Joomla!®

### Сервіси Joomla!
- Каталог розширень
- Платформа Joomla

### Українська локалізація Joomla!
- Joomla! 4.х та Joomla! 5.x
- GitHub-репозиторій української локалізації Joomla! 4.х та Joomla! 5.x